# Rynarzewo (Koejavië-Pommeren)
Rynarzewo is een dorp in de Poolse woiwodschap Koejavië-Pommeren. De plaats maakt deel uit van de gemeente Szubin en telt 1.100 inwoners.

## Verkeer en vervoer
- Station Rynarzewo